# Мартинов Сергій Миколайович
Сергій Миколайович Мартинов (біл. Сяргей Мікалаевіч Мартынаў, нар. 22 лютого 1953, Гюмрі, Вірменська РСР, СРСР) — білоруський державний діяч і дипломат. Міністр закордонних справ Білорусі (2003—2012).

## Життєпис
Народився 22 лютого 1953 в Ленінакані, (Вірменська РСР). У 1975 закінчив Московський державний інститут міжнародних відносин.
Володіє російською, англійською, французькою та суахілі.
З 1975 по 1980 — 2-й, 1-й секретар Міністерства закордонних справ БРСР.
З 1980 по 1988 — помічник міністра закордонних справ БРСР.
З 1988 по 1991 — заступник начальника відділу міжнародних організацій МЗС БРСР.
З 1991 по 1992 — заступник постійного представника Білорусі при ООН.
З 1992 по 1993 — тимчасовий повірений у справах Білорусі в США.
З 1993 по 1997 — Надзвичайний і Повноважний Посол Республіки Білорусь в США.
З 1994 по 1997 — Надзвичайний і Повноважний Посол Республіки Білорусь в Мексиці за сумісництвом.
З 1997 по 2001 — перший заступник міністра закордонних справ Білорусі.
З 2001 по 2003 — Надзвичайний і Повноважний Посол Республіки Білорусь в Бельгії, постійний представник Білорусі при Європейських співтовариствах і постійним представником Білорусі при НАТО за сумісництвом.
З 21 березня 2003 по 20 серпня 2012 — Міністр закордонних справ Республіки Білорусь.